# ان‌جی‌سی ۴۰۴
ان‌جی‌سی ۴۰۴(به انگلیسی: NGC 404) یک کهکشان کوچک در صورت فلکی زن برزنجیر است که توسط ویلیام هرشل و در سال ۱۷۰۴ کشف شد.

## یادداشت
- ^ میانگین(۳٫۰۳ ± ۰٫۱۵, ۳٫۱ ± ۰٫۴) = ((۳٫۰۳ + ۳٫۱) / ۲) ± ((0.152 + 0.42)0.5 / ۲) = ۳٫۰۷ ± ۰٫۲۱

## نگارخانه

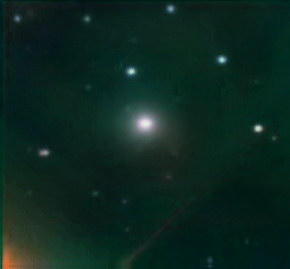